# Шламовий насос
Насос шламовий (рос. насос шламовый, англ. mud [slush, slurry] pump, нім. Dickstoffpumpe f, Schlammpumpe f) — відцентровий насос, призначений для перекачування гідросумішей. З точки зору гідравліки нічим не відрізняється від звичайних відцентрових насосів; знаходить широке застосування на вуглезбагачувальних фабриках.
За визначенням, шламові насоси є варіантом відцентрових насосів, які перекачують абразивні речовини. «Шламовий насос» повинен сприйматися як загальний термін, який відрізняє насоси такого виду від інших відцентрованих насосів, головним чином для чистих рідин. Термін «шламовий насос», охоплює різні типи відцентрованих насосів важкого типу, які використовуються для гідравлічного транспортування твердих частинок.
Для уточнення термінології слід використовувати класифікацію твердих частинок, які перекачуються насосами в різних областях використання.
- Піскові та гравійні насоси використовують для перекачування галі та гравію у діапазоні крупності 2–8 мм.

- Гравійні насоси — насоси для подачі гравійної суміші використовують для перекачування твердих частинок у крупності до 50 мм.

Шламові насоси за сферою використання класифікують:
- Пінні насоси вказують на сферу використання, яка пов'язана з перекачуванням пінних пульп при флотації.

- Насоси для перекачування вугілля відносяться до «зберігаючого» гідравлічного транспортування вугілля.

- Зумпфові насоси — насоси, які працюють в приямках, з зануреними корпусами.

- Занурені насоси — весь агрегат занурено (насос встановлюється під рівнем рідкого середовища).